# زلان
زلان (بالكردية: زەلان)‏ هي مدينة عراقية ومركز ناحية سيويل مركز قضاء شاربازير في محافظة السليمانية شمال العراق.